# Valle de Preševo

Kosovo y Preševo

Valle de Preševo (en serbio: Прешевска долина, Preševska dolina, en albanés: Lugina e Preshevës) es la forma en que los albaneses se refieren a una región al sur de Serbia integrada por los municipios de Bujanovac y Preševo, que tienen una mayoría albanesa étnica y son colindantes con Kosovo. El municipio de Medveđa a veces también se incluye en este término, aunque tiene una población mayoritariamente serbia. Oficialmente la región se conoce como los "municipios de Presevo, Bujanovac y Medvedja".
Geográficamente, el valle de Presevo es colindante con la cuenca de Preševska Moravica, desde su nacimiento cerca de la ciudad de Presevo hasta la confluencia con el Juzna Morava en Bujanovac.